# Вельск (станция)
Вельск — крупная железнодорожная станция в городе Вельске Архангельской области. Расстояние от Ярославского вокзала Москвы составляет 822 км.

## Характеристика
Станция была построена в 1942 году, когда была проложена Печорская железная дорога. Пути на станции неэлектрифицированы, все поезда управляются тепловозами. На станции, помимо пассажирских перевозок, осуществляются грузовые операции. В сторону Коноши пути после станции Вельск разделяются: один путь следует через Усть-Шоношу и Подюгу, другой через Можугу, пути соединяются возле станции Валдеево.
В 2005 году был введён в строй новый современный пассажирский вокзал.
Станция Вельск относится к Сольвычегодскому региону Северной железной дороги.

## Пригородное сообщение
Через станцию проходят пригородные поезда Кулой — Вересово (2 пары поездов в сутки) и Кулой — Коноша (1 пара поездов в сутки).Вельск-Кизема ( 1 пара поездов в сутки)

## Дальнее сообщение
На станции останавливаются все проходящие через неё поезда дальнего следования.
По состоянию на декабрь 2018 года через станцию курсируют следующие поезда дальнего следования:
| Круглогодичное обращение поездов | Круглогодичное обращение поездов | Круглогодичное обращение поездов | Круглогодичное обращение поездов |
| № поезда                         | Маршрут движения                 | № поезда                         | Маршрут движения                 |
| -------------------------------- | -------------------------------- | -------------------------------- | -------------------------------- |
| 21 "Полярная стрела"             | Лабытнанги — Москва              | 22 "Полярная стрела"             | Москва — Лабытнанги              |
| 33 "Сыктывкар"                   | Сыктывкар — Москва               | 34 "Сыктывкар"                   | Москва — Сыктывкар               |
| 41 "Воркута"                     | Воркута — Москва                 | 42 "Воркута"                     | Москва — Воркута                 |
| 77                               | Воркута — Санкт-Петербург        | 78                               | Санкт-Петербург — Воркута        |
| 97                               | Микунь — Санкт-Петербург         | 98                               | Санкт-Петербург — Микунь         |
| 371                              | Котлас — Архангельск             | 372                              | Архангельск — Котлас             |
| 375                              | Воркута — Москва                 | 376                              | Москва — Воркута                 |

| Сезонное обращение поездов | Сезонное обращение поездов | Сезонное обращение поездов | Сезонное обращение поездов |
| № поезда                   | Маршрут движения           | № поезда                   | Маршрут движения           |
| -------------------------- | -------------------------- | -------------------------- | -------------------------- |
| 209                        | Лабытнанги — Москва        | 210                        | Москва — Лабытнанги        |
| 257                        | Печора — Адлер             | 258                        | Адлер — Печора             |
| 267                        | Сосногорск — Новороссийск  | 268                        | Новороссийск — Сосногорск  |
| 287                        | Воркута — Белгород         | 288                        | Белгород — Воркута         |

## Фотогалерея

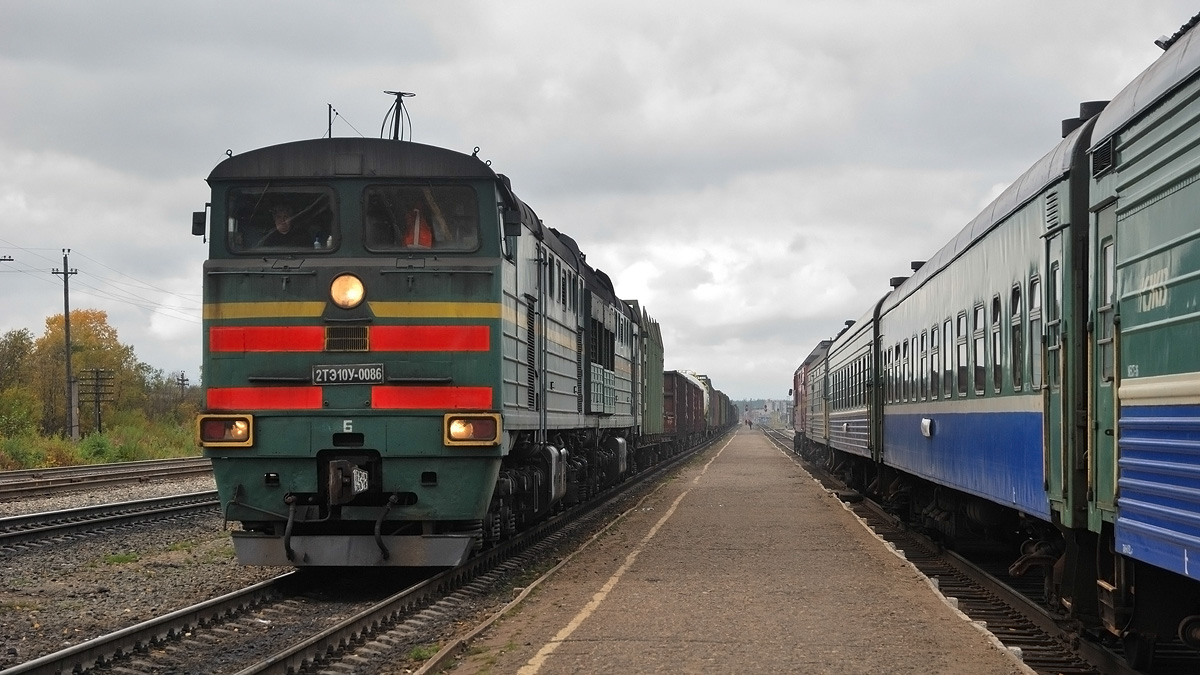
2ТЭ10У-0086 с грузовым поездом на станции Вельск
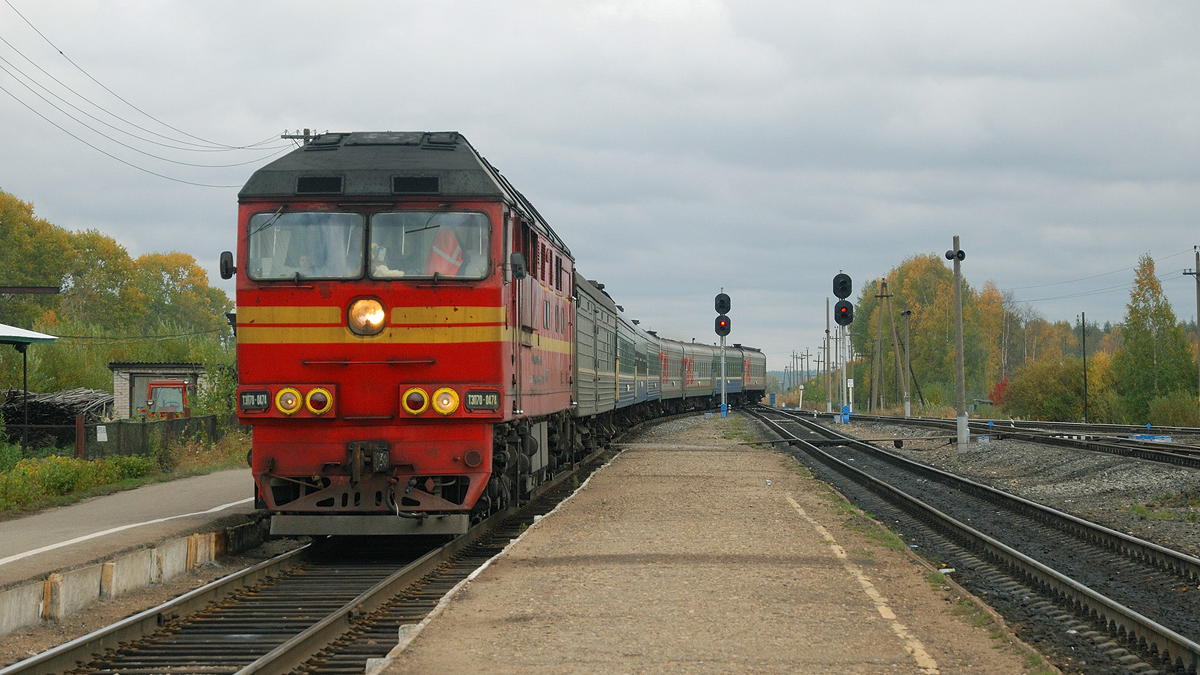
ТЭП70-0474 с пассажирским поездом на станции Вельск